# 항생제 감수성 검사

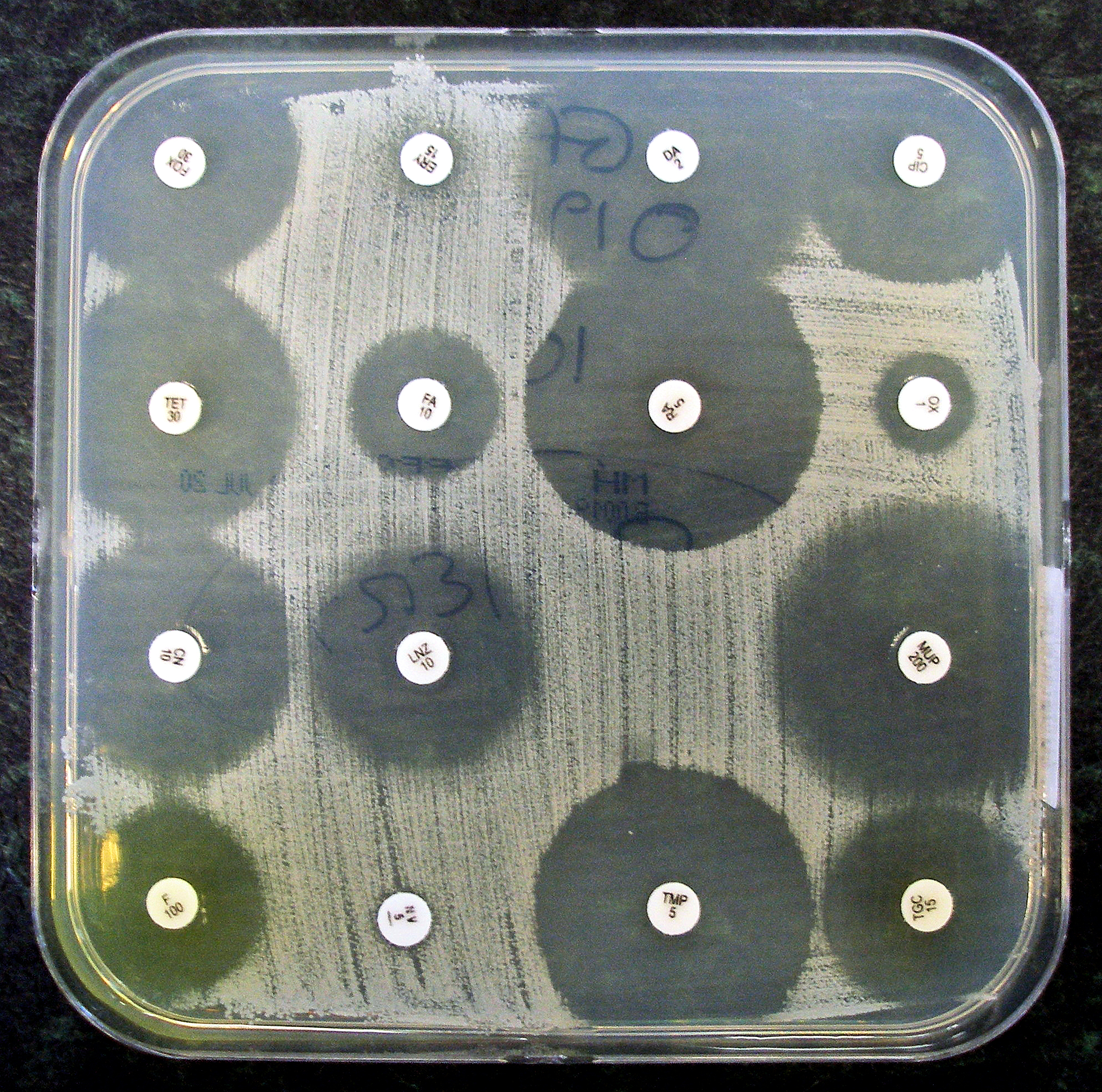
항생제 감수성 검사의 예시. 항생제가 포함된 얇은 종이 디스크를 세균이 자란 한천배지에 올려놓는다. 세균이 감수성을 가지는 항생제라면 디스크 주변에서는 자랄 수 없게 된다. 세균이 자라지 못하는 구역은 'inhibition zone'(억제 구역)이라고 한다.

항생제 감수성 검사(antibiotic sensitivity testing, antibiotic susceptibility testing)는 세균이 항생제에 얼마나 감수성을 가지는지, 즉 민감한지 측정하는 방법이다. 이런 검사가 필요한 이유는 세균이 어떤 항생제에는 내성을 가질 수 있기 때문이다. 의사는 처음에 감염 부위와 흔한 세균에 대한 정보를 바탕으로 경험적 치료를 시행한다. 이때 감수성 검사를 통해 병원체의 정확한 항생제 감수성 정보를 알아내 사용하던 항생제를 바꾸고, 더 정확한 치료를 할 수 있다.
감수성 검사는 보통 임상검사실에서 시행하며, 세균을 배양해 항생제에 노출시키거나 세균이 내성 유전자를 가지는지 유전적 검사를 사용해 볼 수 있다. 배양법에서는 세균을 균등하게 접종한 한천배지에 항생제가 포함된 종이 디스크를 놓는다. 그 후 세균이 성장하지 못한 구역의 지름을 측정해서 감수성을 알아낸다. 세균의 성장을 멈출 수 있는 가장 낮은 항생제 농도인 최소 저지 농도는 억제 구역의 크기를 통해 추정할 수 있다.
항생제 감수성 검사는 베타-락탐계열 항생제인 페니실린의 발견 이후 필요하게 되었다. 초기 방법들은 배양이나 희석을 통해 표현형을 알아내는 방식이었다. 항생제가 스며들게 한 띠(antibiotic impregnated strip)를 이용하는 E테스트는 1980년대 이후, 중합효소 연쇄 반응(PCR) 같은 유전적인 검사법은 2000년대 초 이후로 사용할 수 있게 되었다. 현대의 검사법을 더 빠르고 정확하게 개선하거나, 미세유체역학 등의 새로운 방법을 개발하기 위한 연구가 진행 중이다.

## 용도
임상의학에서 항생제는 환자의 증상과 임상진료지침을 바탕으로 처방하는 경우가 가장 많다. 이런 식으로 처방할 항생제를 고르는 방법은 경험적 치료라고 한다. 경험적 치료는 어떤 세균이 감염을 일으키고, 그 세균이 어떤 항생제에 감수성이나 내성을 가지는지에 대한 지식을 기반으로 한다. 예를 들어 단순 요로감염증은 트리메토프림/설파메톡사졸로 치료할 수 있다. 이렇게 처방할 수 있는 이유는 대장균(Escherichia coli)이 가장 원인균일 가능성이 높고 해당 복합항생제에 감수성을 가지기 때문이다. 일부 세균이나 진균 감염의 경우 이미 효과가 좋은 항생제가 알려져 있어 감수성 검사를 시행하지 않는다. 그러나 세균은 여러 항생제 종류에 내성을 가질 수도 있다. 내성을 가지는 이유에는 세균이 일부 항생제에 대해 선천적으로 내성을 가지는 경우, 항생제에 과거에 이미 노출되어 내성이 생긴 경우, 플라스미드와 같은 다른 외부 요인으로 인해 내성을 획득한 경우 등이 있다. 항생제 감수성 검사는 어떤 항생제를 사용해야 감염을 치료할 가능성이 높은지 정보를 알려준다.
또한 일부 국가에서는 선별 검사의 형식으로 인구 수준에서 항생제 감수성 검사를 수행하기도 한다. 이런 검사를 하는 이유는 항생제에 대한 내성 비율(메티실린 내성 황색포도상구균 등)을 알아내고 가이드라인 설립과 공중보건에 이용할 수 있기 때문이다.

## 방법
미생물 배양을 통해 세균을 동정한 이후에는 감수성 검사를 통해 항생제를 선택할 수 있다. 감수성 검사법은 세균을 항생제에 노출시켜 항생제로 인해 세균의 성장이 변하는 양상을 관찰하는 방식(표현형 검사, phenotypic testing)이나, 특정 유전적 표지자를 확인하는 방식(유전적 검사, genetic testing)에 기초한다. 검사 결과에서 내성이 있는지 없는지를 따지는 정성적인 방법이 사용되기도 하며, 최소 저지 농도(MIC)를 이용하여 세균이 항생제 감수성을 가지는 항생제 농도를 정량적으로 알아낼 수도 있다.
항생제 감수성 검사 결과에는 기구 사용 실패, 온도, 습도, 항생제의 효능 등 많은 요인이 영향을 미친다. 정도관리(quality control, QC)를 통해 검사 결과의 정확성을 확실히 할 수 있다. ATCC(American Type Culture Collection)나 NCTC(National Collection of Type Cultures) 같은 조직은 정도관리에 사용할 수 있도록 내성 표현형이 알려진 균주 정보를 제공한다.

### 표현형 검사

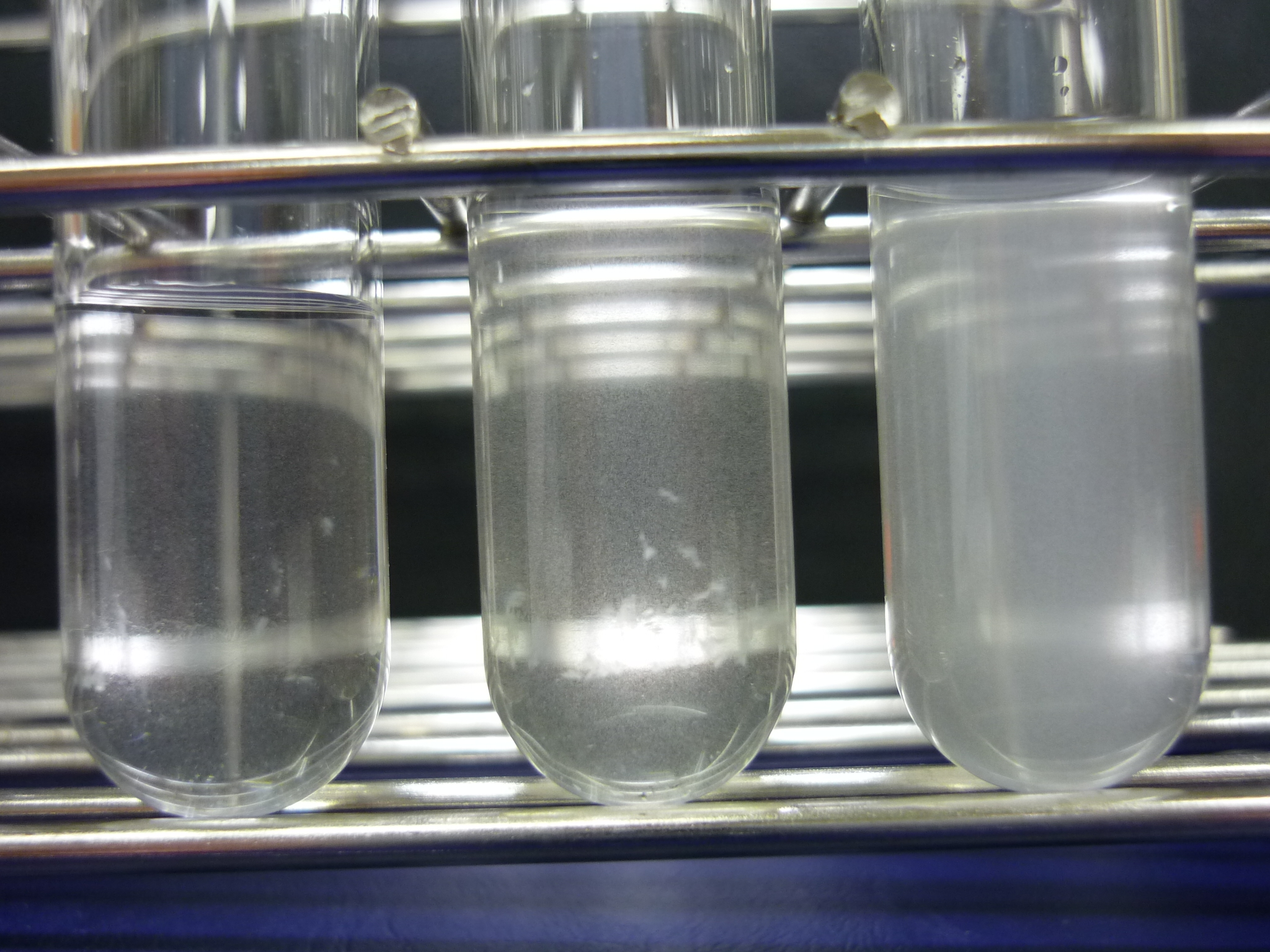
왼쪽부터 0.5, 1, 2 맥팔랜드 표준액.

항생제를 세균에 노출시키는 검사법은 한천배지를 사용하거나, 한천배지나 액체배지에 희석시키는 방법을 사용한다. 항생제는 성장시킬 세균에 따라 선택한다. 결과를 정확하게 하기 위해 배지에 세균을 접종하는 농도에 표준이 세워져야 한다. 이때 맥팔랜드 표준액(주어진 세균의 농도와 동등한 탁도를 가지는 용액)과 식염수나 액체배지에 떠 있는 세균의 탁도를 비교한다. 눈으로 관찰하거나 광도를 측정하여 판단했을 때 적정 농도(대개 0.5 맥팔랜드 표준액)에 도달하면 배지에 접종한다.

#### 수동식
디스크 확산 검사는 균주를 선택해 한천배지에 놓고, 항생제가 포함된 디스크 근처에서 세균이 성장하는지를 관찰하는 검사법이다. 이 검사법은 커비-바우어법(Kirby-Bauer method)으로도 불리며 수정하여 사용하기도 한다. 간혹 소변 검사 표본이나 혈액 배양 양성 표본을 동정 과정을 생략하고 검사 배지에 바로 사용하기도 한다. 항생제가 미생물 성장을 억제한다면 디스크 주변에 투명한 고리 모양의 억제 구역이 보이게 된다. 최소 저지 농도와 관계를 가지는 억제 구역의 크기를 기준으로 세균은 항생제에 대한 감수성이 있는 경우, 중간 정도의 경우, 내성을 가진 경우로 나뉜다.

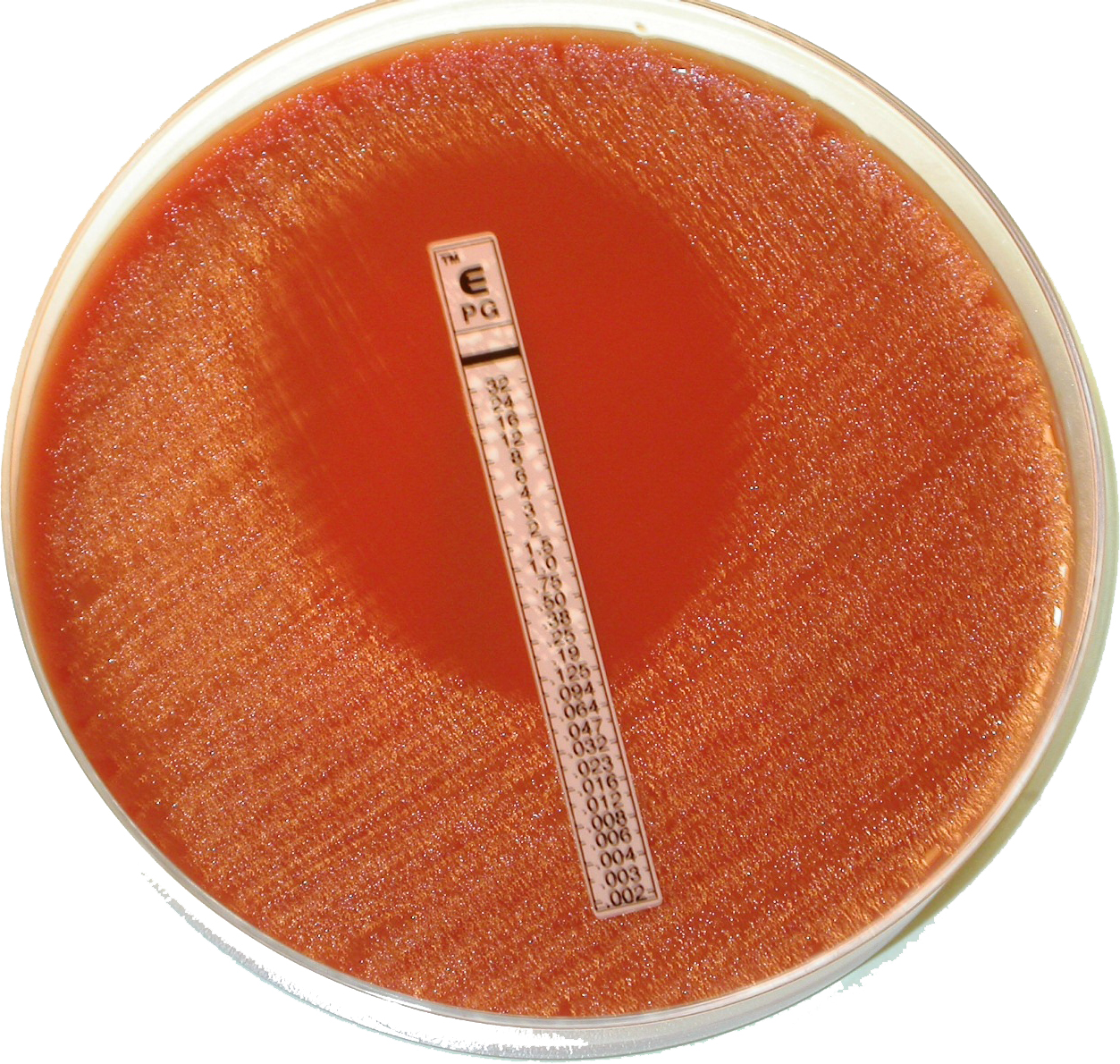
항생제를 묻힌 플라스틱 띠를 이용하는 E테스트.

뮐러 힌튼 배지를 디스크 확산 검사에서 자주 사용한다. 임상검사표준연구소(CLSI)와 유럽 항생제 감수성 검사 위원회(EUCAST)는 한천배지의 종류와 깊이, 배양 시 온도, 결과 분석법 등에 대한 표준을 제공하고 있다. 디스크 확산은 감수성 검사에 사용되는 방법들 중 가장 싸고 간단하다고 생각되며 새롭게 사용할 수 있게 된 항생제나 제제를 시험하는 데에 쉽게 맞춰서 사용할 수 있다. 일부 배양이 까다롭거나 느리게 성장하는 미생물은 디스크 확산법으로 정확히 검사하기 힘들다. 반면 연쇄상구균(Streptococcus)의 종들이나 헤모필루스 인플루엔자(Haemophilus influenzae) 등은 검사가 가능하지만 특별한 배지와 배양 조건이 필요하다.
E테스트와 같이 차이(gradient)를 이용하는 방법은 한천배지와 플라스틱 끈을 이용한다. 여러 다른 농도의 항생제를 묻힌 플라스틱 끈을 배지에 위치시킨 후 배양 기간만큼 시간이 지나면 배지를 관찰한다. 최소 저지 농도는 물방울 모양의 성장이 억제된 구역이 끈과 만나는 지점의 위치를 통해 확인할 수 있다. 이런 방식의 검사도 확산 검사로 간주된다.
한천배지와 액체배지 희석법에서는 세균을 항생제 농도가 각기 다른 여러 개의 작은 관에 넣는다. 세균이 항생제에 감수성을 가지는지 여부는 배양 기간이 지난 뒤 눈으로 관찰하거나 자동화된 광학적 방법으로 판단한다. 액체배지 희석법은 표현형 검사법에서 표준으로 여겨진다. 세균의 성장을 억제하는 가장 낮은 농도가 최소 저지 농도로 간주된다.

#### 자동식
자동화 시스템은 수동식 검사 과정을 모방하여 만들어졌다. 예를 들어 이미징과 소프트웨어 분석을 통해 확산 검사의 억제 구역을 기록한다. VITEK-2, BD Phoenix, Microscan systems 등의 자동화 기기들이 항생제 감수성 검사에 가장 흔하게 사용된다. 각각의 기구들의 사양은 다르지만 기본적인 원리는 세균 현탁액을 미리 만들어진 항생제 패널에 넣는 것이다. 패널에서 세균이 배양되며 항생제에 의해 세균 성장이 억제되면 비탁법, 분광광도법, 형광 탐지법 등을 통해 억제 정도를 자동적으로 측정한다. 전문가 시스템이 최소 저지 농도를 감수성 검사 결과와 연관짓고, 결과는 확인과 기록을 위해 실험실정보관리시스템으로 자동으로 전송된다. 이런 자동화 검사법은 수동식 검사법보다 덜 노동집약적이며 잘 표준화되어 있지만, 특정 생명체와 항생제에 대해서는 정확성이 비교적 부족할 수 있다. 따라서 디스크 확산 검사는 예비 검사법으로서 여전히 유용하다.

### 유전적 방법
중합효소 연쇄 반응(PCR), DNA 마이크로어레이, DNA 칩, LAMP법 등의 유전적 검사법을 통해 세균에 유전자 내성을 부여하는 유전자를 검출할 수 있다. 하나의 예시는 황색포도상구균에서 베타락탐 내성 유전자인 mecA를 검출하기 위해 PCR을 사용하는 것이다. 또 다른 예시에는 엔테로코커스 종들의 반코마이신 내성 유전자인 vanA와 vanB, 또는 녹농균, 폐렴간균, 대장균의 항생제 내성 유전자를 검사하기 위한 어레이 등이 있다. 이런 검사법들은 위의 사람이 관찰하는 방법들보다 빠르고 직접적이라는 이점이 있으며 유전자가 존재한다면 검출해 낼 가능성도 높다. 그러나 유전적 검사에서 내성 유전자가 검출되었는지 여부가 언제나 표현형 검사 결과에서 나온 내성 유무와 일치하지는 않는다. 또한 유전적 검사는 비용이 비싸며 특별히 훈련된 인원이 필요하다.
PCR은 항생제 감수성과 관련된 유전자를 확인할 수 있는 방법이다. PCR이 일어나는 과정에서 세균의 DNA는 변성되며 이중 나선 가닥이 서로 분리된다. 다음으로는 분리된 DNA가 포함된 용액에 DNA의 특정 부위에 특이적으로 결합하는 프라이머를 추가하고, DNA 중합효소와 함께 DNA 합성에 필요한 분자들(뉴클레오타이드, 이온 등)이 들어간 혼합물도 집어 넣는다. 만약 관련 유전자가 존재한다면 이 과정이 반복될 때마다 표적 유전자의 양이 두 배씩 늘어난다. PCR 과정 이후 유전자가 존재하는지 여부는 전기영동, 서던 블로팅, 기타 다른 DNA 시퀀싱 분석법 등 여러 가지 방법들을 이용해 확인한다.
DNA 마이크로어레이와 DNA 칩은 표적 유전자나 핵산 서열에 상보적 DNA(cDNA)가 결합하는 것을 이용한다. 이런 방법은 여러 가지 유전자들을 동시에 확인 가능하다는 장점이 있다.

### MALDI-TOF
MALDI-TOF 질량분석법은 항생제 감수성 검사의 또 다른 방법이다. 이 검사는 비행시간형 질량분석법의 한 형태로, 세균의 분자가 매트릭스 보조 레이저 탈착의 대상이 된다. 이온화된 분자는 가속하여 스펙트럼의 최고점을 기록하여 발현 프로필을 만든다. 발현 프로필을 이미 알려져 있는 프로필과 비교하면 특정 세균 균주를 구별할 수 있다. 항생제 감수성 검사의 경우 베타-락타메이스를 만들어내는 대장균 균주 등을 구별하는 데에 사용할 수 있다. MALDI-TOF는 빠르고 자동화된 검사이다. 그러나 이런 검사 방식에도 한계가 있는데, 검사 결과가 표현형 검사의 결과와 일치하지 않을 수 있으며 처음 구입하여 유지하는 데에 드는 비용이 비싸다.

## 기록
검사 결과는 표로 기록하며, 이 표를 간혹 안티바이오그램(antibiogram)이라고 부르기도 한다. 세균의 성장이 멈추는 항생제의 가장 낮은 농도인 최소 저지 농도(MIC)에 따라 세균이 그 항생제에 감수성을 가지는지, 내성을 가지는지, 혹은 중간 정도의 내성을 가지는지 표시한다. 이때 이미 알고 있는 세균과 항생제 간의 표준 역치(standard threshold value, "breakpoint")을 MIC와 비교한다. 이때 같은 세균과 항생제더라도 감염 부위에 따라 표준 역치는 달라질 수 있다. 예를 들어 CLSI는 일반적으로 폐렴구균(학명: Streptococcus pneumoniae)과 페니실린 정맥 주사에 대하여 MIC가 0.06 μg/ml 이하면 감수성, 0.12 ~ 1 μg/ml면 중등도의 내성, 2 μg/ml 이상이면 내성을 가지고 있다고 판정한다. 그러나 수막염인 경우 표준 역치가 상당히 낮다. 때때로 항생제에 대한 내성 여부는 베타-락타메이스 생산 가능성과 같이, 이미 알려진 항생제 내성 기전과 관련된 세균의 특징을 기반으로 한다. 광범위 베타-락타메이스(extended-spectrum beta-lactamase, ESBL)의 존재와 같이 약물에 대한 내성, 또는 다제내성(여러 약물에 대한 내성)의 특정한 패턴은 주의해야 한다. 이런 정보는 임상의가 경험적 치료를 원인균을 표적으로 하는 맞춤 치료로 변경하는 데에 유용할 수 있다.

## 임상적 이용

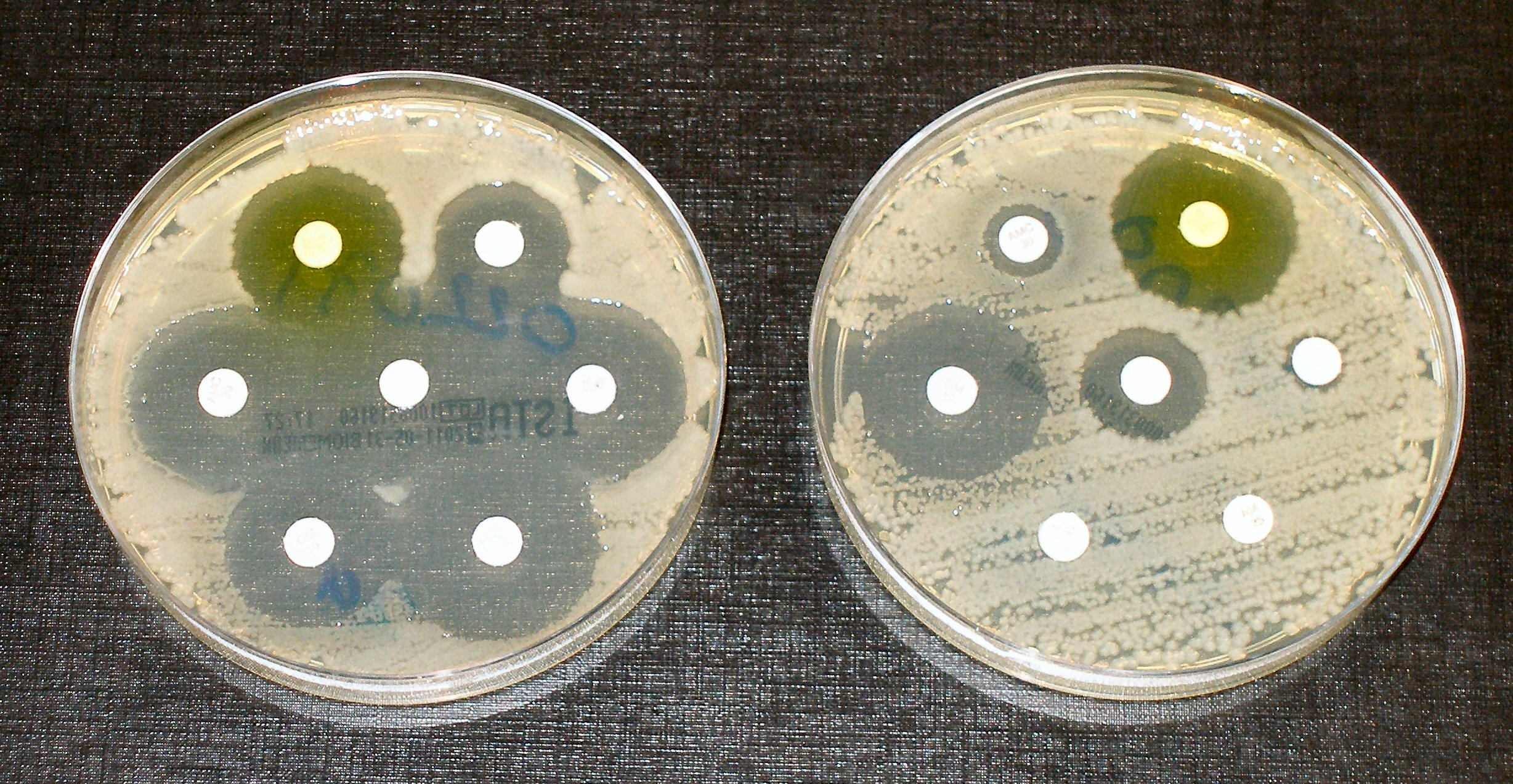
항생제 감수성을 알아보기 위한 검사법인 디스크 확산 검사. 세균을 배지에 선조접종하는데, 배지에는 각기 다른 항생제가 스며들어 있는 여러 개의 하얀 디스크가 같이 들어 있다. 왼쪽 배지와 같이 디스크 주변에 투명한 고리가 나타나면 세균이 성장하지 않았다는 것으로, 세균이 모든 항생제에 내성을 가지고 있지 않다는 사실을 시사한다. 반면 오른쪽 배지의 세균은 일곱 종류의 항생제 중 다섯 종류에 내성을 가지고 있는 것으로 볼 수 있다.

이상적인 항생제 치료는 원인 병원체와 그 병원체의 항생제 내성을 확인하고, 그에 기반하여 이루어져야 한다. 검사실에서 미생물학적 검사 결과가 나오기 전에 종종 경험적 치료를 시작하는 경우도 있다. 빠른 경험적 치료를 하는 경우에는 임상 지침상 흔하거나 비교적 경미한 감염인 경우(지역사회획득 폐렴 등), 또는 늦게 치료할 경우 심각한 위험을 초래할 수 있는 중증 감염인 패혈증이나 세균성 수막염 등이 있을 수 있다. 개별 항생제의 효력은 감염의 해부학적 위치, 항생제가 감염 부위에 도달하는 능력, 세균이 항생제에 대하여 가지는 내성이나 불활성화 능력에 따라 달라진다.
항생제 감수성 검사의 표본은 치료를 시작하기 전에 얻는 것이 이상적이다. 표본은 감염이 있을 것으로 의심되는 부위에서 얻는다. 가령 세균이 혈액 내에 있는 균혈증이 의심된다면 혈액 배양 표본을, 폐렴 환자라면 객담 표본을, 요로감염증 환자라면 소변 표본을 얻는다. 만약 감염원이 명확하지 않다면 여러 가지의 표본을 채취하기도 한다. 채취한 표본은 미생물학 검사실로 옮겨지고, 어떤 균인지 확인하고 항생제 감수성 검사를 시행할 수 있을 만큼 충분한 양이 모일 때까지 배양 배지에서 배양된다.
항생제 감수성 검사가 끝나면 표본에 존재하는 미생물과 그 미생물이 어떤 항생제에 감수성을 가지는지 기록된다. 항생제 감수성 검사는 검사실에서 수행되지만(생체외, in vitro), 검사의 결과에서 얻어진 정보는 인체 내에서의 항생제 작용(생체내, in vivo)과 임상적으로 연관되어 있는 경우가 종종 있다. 때때로 세균이 실제 감염의 원인인지, 아니면 체내에서 공생하는 세균이거나 단순히 외부에서 오염된 것인지 판단해야 할 때가 있다. 그 예시로는 표피포도상구균(학명: Staphylococcus epidermidis)이나 기타 기회감염 병원체가 있다. 그 외에 감염 부위까지 침투해야 할 필요가 있는 경우(농양 등), 하나 이상의 감염 원인이 표본에서 검출되지 않았다는 의심이 드는 경우와 같이 다른 사항을 고려하여 항생제를 선택해야 할 수도 있다.

## 역사
베타-락탐계 항생제인 페니실린이 발견된 이래로 항생제 내성 비율은 계속 증가해 왔다.  시간이 지나며 세균의 항생제 감수성을 검사하기 위한 방법들 역시 발달하고 변화해 왔다.
1920년대 알렉산더 플레밍은 처음으로 항생제 감수성 검사법을 개발했다. 플레밍이 개발한 "홈통 검사"(gutter method)는 확산을 이용한 검사법으로, 한천이 들어 있는 홈통을 통해 항생제가 확산되게 하는 방법이었다. 1940년대에는 포프(Pope), 포스터(Foster), 우드러프(Woodruff), 빈센트(Vincent) 등의 여러 연구자들이 홈통 대신 종이 디스크를 사용하기 시작했다. 이러한 모든 방법들은 오직 페니실린에 대한 감수성만 검사할 수 있었다. 연구실 간에도 결과가 표준화되지 않고 부정확하여, 결과를 해석하기 어렵고 신뢰성도 떨어졌다.
세균을 성장시키고 동정하기 위해서 희석법이 1870년대부터 사용되었으며, 세균의 항생제 감수성을 검사하는 데에 희석법이 사용된 것은 1929년, 역시 알렉산더 플레밍에 의해서였다. 감수성을 판단하는 방식은 용액의 탁한 정도를 보는 방식, pH를 이용하는 방식(1942년), 광학 기기를 이용하는 방식으로 점차 변화했다. 큰 관을 이용하는 '거대희석'(macrodilution) 검사법은 더 작은 '미세희석'(microdilution) 키트로 대체되었다.
1966년 세계보건기구(WHO)는 커비-바우어법을 감수성 검사의 표준 방식으로 확정했다. 커비-바우어법은 간단하고 비용 대비 효율이 좋으며, 여러 가지 항생제에 대한 감수성을 검사할 수 있다.
E테스트는 1980년 볼름스트롬(Bolmstrӧm)과 에릭슨(Eriksson)에 의해 개발되었으며, MALDI-TOF는 2000년대에 처음 만들어졌다. 자동화 시스템을 통한 분석은 1980년대 처음 개발되어 발전해 왔다. PCR은 첫 유전적 검사법이었으며 항생제 감수성을 검사하는 방법으로 알려진 것은 2001년이었다.

## 추가 연구
현장진단검사는 검사에 드는 시간을 줄이고 실무자들이 정밀의료에서 불필요한 항생제를 처방하는 일을 피하고자 발달해 왔다. 전통적인 기술은 검사 결과가 나오는 데에 보통 12 ~ 48시간 정도가 소요되나 길게는 5일이 걸리는 경우도 있다. 그와는 대조적으로 분자진단을 이용하는 신속검사는 8시간이라는 근무 교대 시간 안에 시행 가능한 검사로 정의된다. 이러한 검사 방식이 도입되는 과정은 비용이나 규제, 내성 균주와 항생제의 효능에 관한 정보를 기관에서 수집하는 방식과 같은 여러 가지 이유로 인해 느려졌다.
추가 연구는 최근 검사법들의 단점에 초점을 두고 있다. 표현형 검사는 결과가 나오는 데에 시간이 걸리고 힘들며, 휴대하기 어려우며 재료가 제한된 상황에서는 검사가 어렵다. 또한 교차오염의 가능성도 존재한다.
2017년, 분자진단 기업인 세페이드에서 메티실린 내성 황색포도상구균(MRSA), 리팜핀 내성 결핵균(TB), 반코마이신 내성 장구균의 항생제 내성을 현장진단할 수 있는 GeneXpert MTB/RIF 검사를 개발했다.
검출된 세균에서 내성 유전자를 가지고 있는 비율을 알아내기 위한 실시간 중합효소연쇄반응(qPCR)이 연구되고 있다. 동정된 세균의 총유전체 분석도 연구되고 있으며, 갈수록 비용이 줄고 속도는 빨라지면서 이용 가능성이 늘고 있다.
적은 양의 액체를 이용하는 미세유체역학이나 광학, 전기화학, 자성을 이용하는 기타 여러 검사법도 연구되었다. 이러한 검사들은 검사에 필요한 액체 양이 많지 않으며, 검사 속도가 빠르고 휴대성이 좋다.
형광 염료 사용도 연구 대상이 되어 왔다. 세균이 항생제에 내성을 가질 때 세포 내에 존재하는 핵산 서열을 바이오마커를 표적으로 하는 표지 단백질이 그 예시이다. 동정된 세균은 특정 위치에 고정된 후 용해된다. 이후 형광 염료에 이를 노출시키면 눈으로 볼 때 빛을 내게 된다.
이미 존재하는 검사법을 개선하는 방향의 연구도 진행되고 있다. 가령 표현형 검사에서 MIC를 더 빠르게 확인할 수 있는 이미징 기법이나, 더 쉽게 육안으로 세균의 성장을 확인할 수 있는 생체발광성 효소를 이용하는 연구가 진행되었다.

## 참고 문헌
- Burnett, David (2005). 《The Science of Laboratory Diagnosis》. Chichester, West Sussex, England Hoboken, NJ: Wiley. ISBN 978-0-470-85912-4. OCLC 56650888.
- Ford, M (2019년 6월 5일). 《Medical Microbiology》. Oxford University Press. ISBN 978-0-19-881814-4.
- Mahon, Connie; Lehman, Donald; Manuselis, George (2018). 《Textbook of Diagnostic Microbiology》 6판. Elsevier Health Sciences. ISBN 978-0-323-48212-7.
- McPherson, RA; Pincus, MR (2017). 《Henry's Clinical Diagnosis and Management by Laboratory Methods》 23판. Elsevier Health Sciences. ISBN 978-0-323-41315-2.